# نزدیکی صمیمانه
نزدیکی صمیمانه (انگلیسی: Intimate Contact) یک مجموعهٔ تلویزیونی درام بریتانیایی است که در سال ۱۹۸۷ منتشر شد. این سریال به معضل ایدز می‌پردازد و دنیل ماسی بابت هنرنمایی در آن در سال ۱۹۸۹ برندهٔ جایزه کیبل‌ای‌سی‌ئی شد.

## بازیگران
- دنیل ماسی
- کلیر بلوم
- ابیگیل کروتندن
- سیلویا سیمز
- هیو فریزر
- دنی وب
- مارک کینگستون
- درک بنفیلد
- جان رو
- آماندا واکر
- بن دوور
- لینزی درو